# Eddie Rush
Eddie F. Rush (nacido el 19 de septiembre de 1961 en Columbus, Georgia) es un árbitro de baloncesto profesional que ejerce en la National Basketball Association (NBA). Hasta la temporada 2006-07 de la NBA, ha pitado oficialmente 1.245 partidos de liga regular, 140 encuentros de playoffs, incluyendo nueve partidos en Finales NBA.

## Inicios
Rush asistió al instituto W.H. Spencer en Columbus.  En Spencer, jugó al baloncesto y al béisbol. Después del instituto, fue a la universidad y se graduó en la Estatal de Georgia en 1983.

## Carrera
Antes de entrar en la NBA, Rush trabajó en partidos del instituto durante diez años antes de progresar a la universidad o a ligas de baloncesto superiores. A nivel universitario, pitó durante ocho años en la Big Ten Conference, en la Conferencia del Sureste y en la Conference USA. Trabajó en partidos de primera ronda en la NCAA en 1991 y 1992. Más tarde arbitraría durante cinco años para la Continental Basketball Association.
Eddie F. Rush es el único árbitro que ha participado en el último partido de unas Finales de la NBA durante los últimos cuatro años (2005, 2006, 2007 y 2008).